# Hans Reiter
Hans Conrad Julius Reiter (Lipsia, 26 febbraio 1881 – Kassel, 25 novembre 1969) è stato un medico e criminale di guerra tedesco che condusse esperimenti medici nel campo di concentramento di Buchenwald.
Ha scritto un libro sull'igiene razziale intitolato "Deutsches Gold, Gesundes Leben - Frohes Schaffen" (Oro tedesco, vita sana - lavoro felice). Egli fu anche un forte sostenitore della campagna anti-fumo di Hitler, considerata all'epoca una posizione medica molto progressista.
Dopo aver conseguito un dottorato sulla tubercolosi a Tubinga, ha continuato a studiare presso l'istituto di igiene di Berlino, l'Istituto Pasteur di Parigi e l'ospedale St. Mary di Londra, dove ha lavorato per due anni con Sir Almroth Wright.
Durante la prima guerra mondiale, Reiter ha lavorato prima come medico militare sul fronte occidentale in Francia. Mentre era lì, si prese cura di diversi soldati che soffrivano della malattia di Weil e fece la sua prima scoperta: uno dei batteri responsabili era la Leptospira icterohaemorrhagica, che aveva eluso molti metodi di coltura e identificazione di altri scienziati sin da quando era stata riconosciuta nel 1886.
Più tardi, dopo essere stato trasferito nei Balcani, dove prestò servizio nella 1ª armata ungherese, descrisse il caso di un tenente tedesco con uretrite, artrite e uveite non gonococciche sviluppate due giorni dopo una malattia diarroica che ebbe un decorso prolungato di diversi mesi. La combinazione di uretrite e artrite era già stata riconosciuta nel XVI secolo e la triade era stata segnalata per la prima volta da Sir Benjamin Collins Brodie, un chirurgo inglese. Oltre che da Reiter, la triade era stata descritta nel 1916 anche da Fiessinger e Leroy.
Reiter pensò di aver riconosciuto una spirochetacea che chiamò Treponema forans, correlato ma differente dal Treponema pallidum, l'agente eziologico della sifilide, e erroneamente pensò che fosse la causa della patologia, che chiamò "Spirochaetosis Arthritica". L'errore è stato probabilmente influenzato dalla sua precedente scoperta della Leptospira icterohaemorrhagica e dai suoi lavori sul T. pallido che in seguito hanno consentito ad altri di sviluppare il "test di fissazione del complemento di Reiter" per la sifilide. Tuttavia, l'eponimo "sindrome di Reiter" fu usato per la malattia da lui descritta e la sindrome divenne nota con quel nome.
Reiter fu poi un membro delle SS durante la seconda guerra mondiale e partecipò a esperimenti medici condotti dai nazisti. Fu arrestato dall'Armata Rossa nella Germania occupata dall'Unione Sovietica e processato a Norimberga. Durante la sua detenzione, ha ammesso di essere stato a conoscenza della sterilizzazione, dell'eutanasia e dell'omicidio di pazienti psichiatrici, in quanto raccoglitore di statistiche e operatore del "controllo di qualità", e di aver aiutato a progettare ed attuare, nel Campo di concentramento di Buchenwald, un esperimento in cui agli internati fu inoculato un vaccino sperimentale per il tifo esantematico, provocando oltre 200 morti.
Dopo la sua liberazione, Reiter tornò a lavorare nel campo della medicina e della ricerca reumatologica.